# Cantone di Maringues
Il Cantone di Maringues è una divisione amministrativa dell'arrondissement di Riom e dell'arrondissement di Thiers.
A seguito della riforma approvata con decreto del 21 febbraio 2014, che ha avuto attuazione dopo le elezioni dipartimentali del 2015, è passato da 4 a 20 comuni.

## Composizione
I 4 comuni facenti parte prima della riforma del 2014 erano:
- Joze
- Limons
- Luzillat
- Maringues

Dal 2015 i comuni appartenenti al cantone sono i seguenti 20:
- Bas-et-Lezat
- Beaumont-lès-Randan
- Charnat
- Châteldon
- Lachaux
- Limons
- Luzillat
- Maringues
- Mons
- Noalhat
- Paslières
- Puy-Guillaume
- Randan
- Ris
- Saint-André-le-Coq
- Saint-Clément-de-Régnat
- Saint-Denis-Combarnazat
- Saint-Priest-Bramefant
- Saint-Sylvestre-Pragoulin
- Villeneuve-les-Cerfs